# Kinondoni (Distrikt)
Kinondoni ist ein Distrikt (Municipal Council) in der tansanischen Region Daressalam. Er grenzt im Nordosten an den Indischen Ozean, im Süden an die Distrikte Ilala und Ubungo und im Westen an die Region Pwani. 

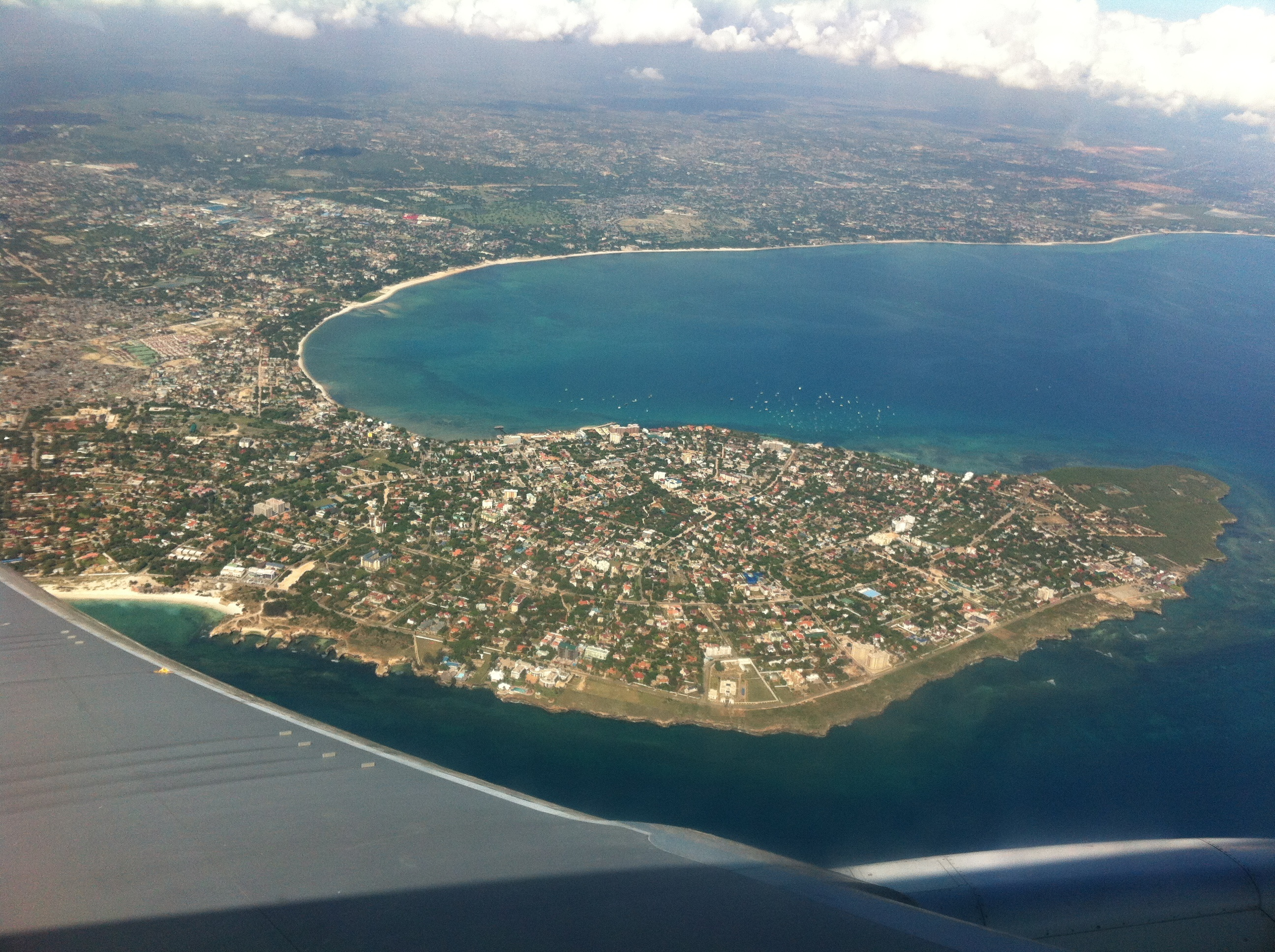
Blick über die Halbinsel Msasani

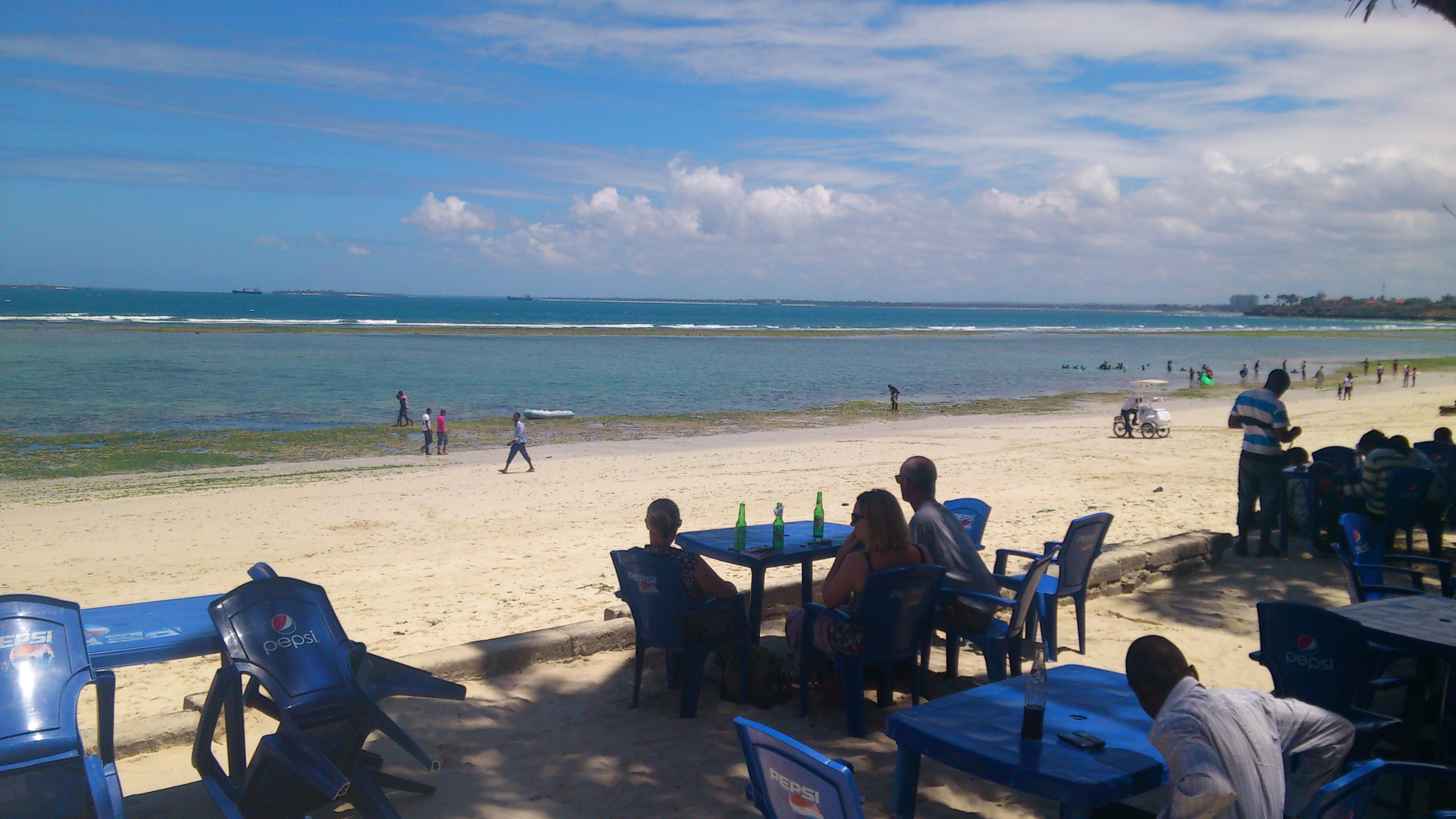
Strand am Indischen Ozean

## Geographie
Kinondoni ist der nördlichste der Distrikte von Daressalam, bei einer Fläche von 531 Quadratkilometer hat er 982.328 Einwohner (Volkszählung 2022). Zum Distrikt gehören auch kleine vorgelagerte Inseln im Indischen Ozean, die größten davon sind Bongoyo und Mbudya.
Es herrscht tropisches Klima, das bedeutet, dass es das ganze Jahr über heiß und feucht ist. Besonders heiß ist es in den Monaten Oktober bis März, von Mai bis August ist es etwas kühler. Es gibt zwei Regenzeiten. Kurze Regenschauer fallen von Oktober bis Dezember, ausgiebige Niederschläge von März bis Mai.

## Geschichte
Der Distrikt wurde im Jahr 2000 gegründet.  Im Jahr 2016 wurde der Distrikt Ubungo abgespalten.

## Verwaltungsgliederung
Kinondoni wird in die 2 Wahlkreise (Jimbo) Kawe und Kinondoni sowie in 20 Bezirke (Kata) untergliedert:
| Kawe - Bunju - Kawe - Kunduchi - Mabwepande - Makongo - Mbezi Juu - Mbweni - Mikocheni - Msasani - Mwenge - Wazo | Kinondoni - Hananasif - Kigogo - Kijitonyama - Kinondoni - Magomeni - Makumbusho - Mwananyamala - Mzimuni - Ndugumbi - Tandale |

| Die Anzahl der Einwohner des Distriktes stieg von 1.083.913 im Jahr 2002 auf 1.775.049 im Jahr 2012. Dies entspricht einem jährlichen Wachstum von 4,9 Prozent und bedeutet, dass sich die Bevölkerung bei gleichbleibendem Wachstum alle 14 Jahre verdoppelt. Von den über Fünfjährigen sprachen fast sechzig Prozent Swahili und ein Drittel Swahili und Englisch. Der Anteil der Analphabeten lag bei fünf Prozent (Stand 2012). Durch die Abspaltung von Ubungo ging die Bevölkerungszahl 2016 auf 1.164.177 zurück. | Die zur Anzeige dieser Grafik verwendete Erweiterung wurde dauerhaft deaktiviert. Wir arbeiten aktuell daran, diese und weitere betroffene Grafiken auf ein neues Format umzustellen. (Mehr dazu) |

- Bildung: Für die Ausbildung der Jugend stehen 121 Grundschulen sowie 72 weiterführende Schulen zur Verfügung. Von den Grundschulen sind 77 staatlich und 44 privat, von den weiterführenden Schulen sind 22 staatlich und 50 privat geführt (Stand 2019).[7] Im Distrikt liegt die Open University of Tanzania sowie drei private Universitäten.[8]
- Gesundheit: In Kinondoni gab es im Jahr 2019 fünfzehn Krankenhäuser, sechs Gesundheitszentren und 176 Apotheken.[9]
- Wasser: Die Versorgung mit Wasser erfolgt zu 73 Prozent durch die Wasserbehörde der Stadt Daressalam (Stand 2019).[10]

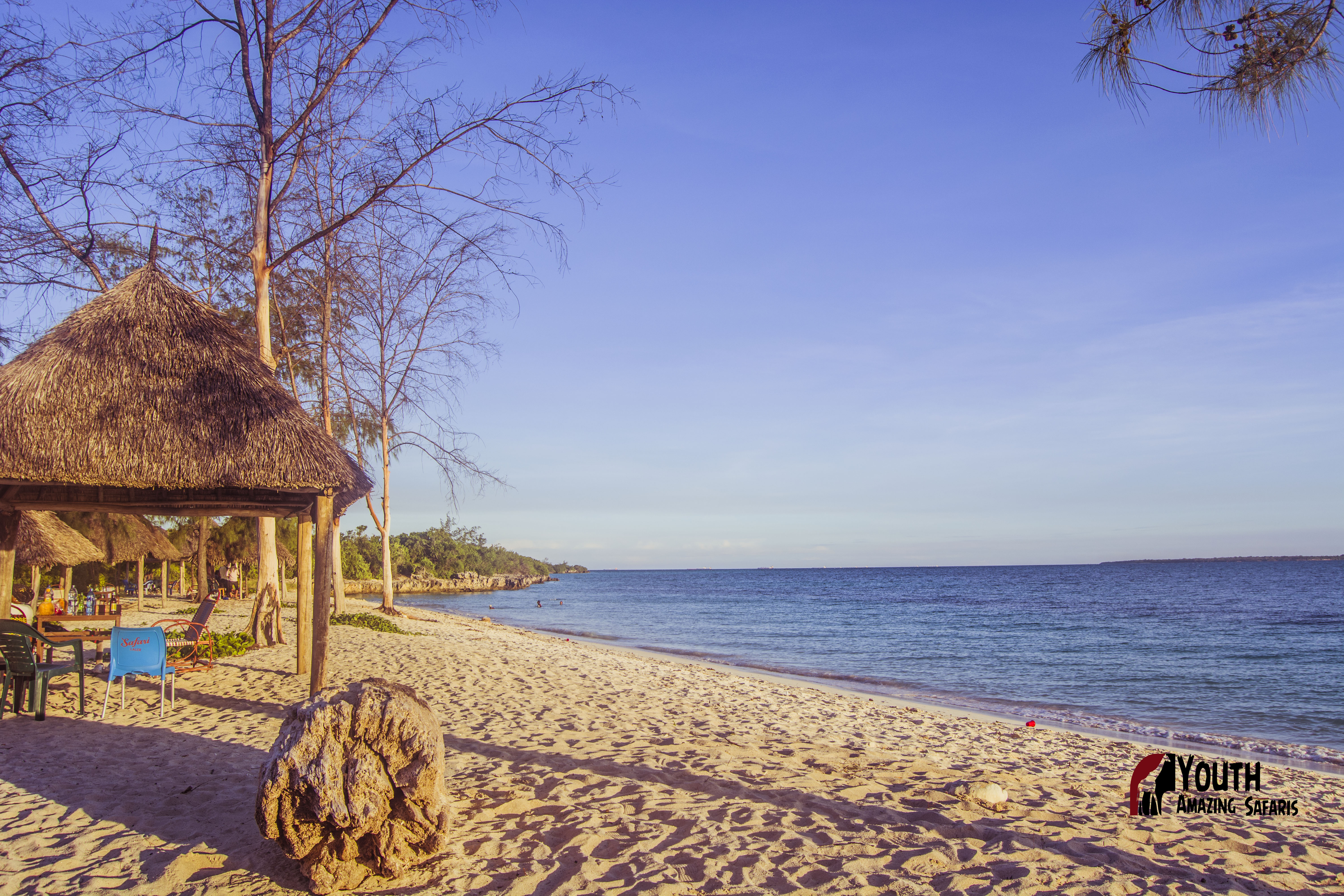
Strand auf der Insel Mbudya

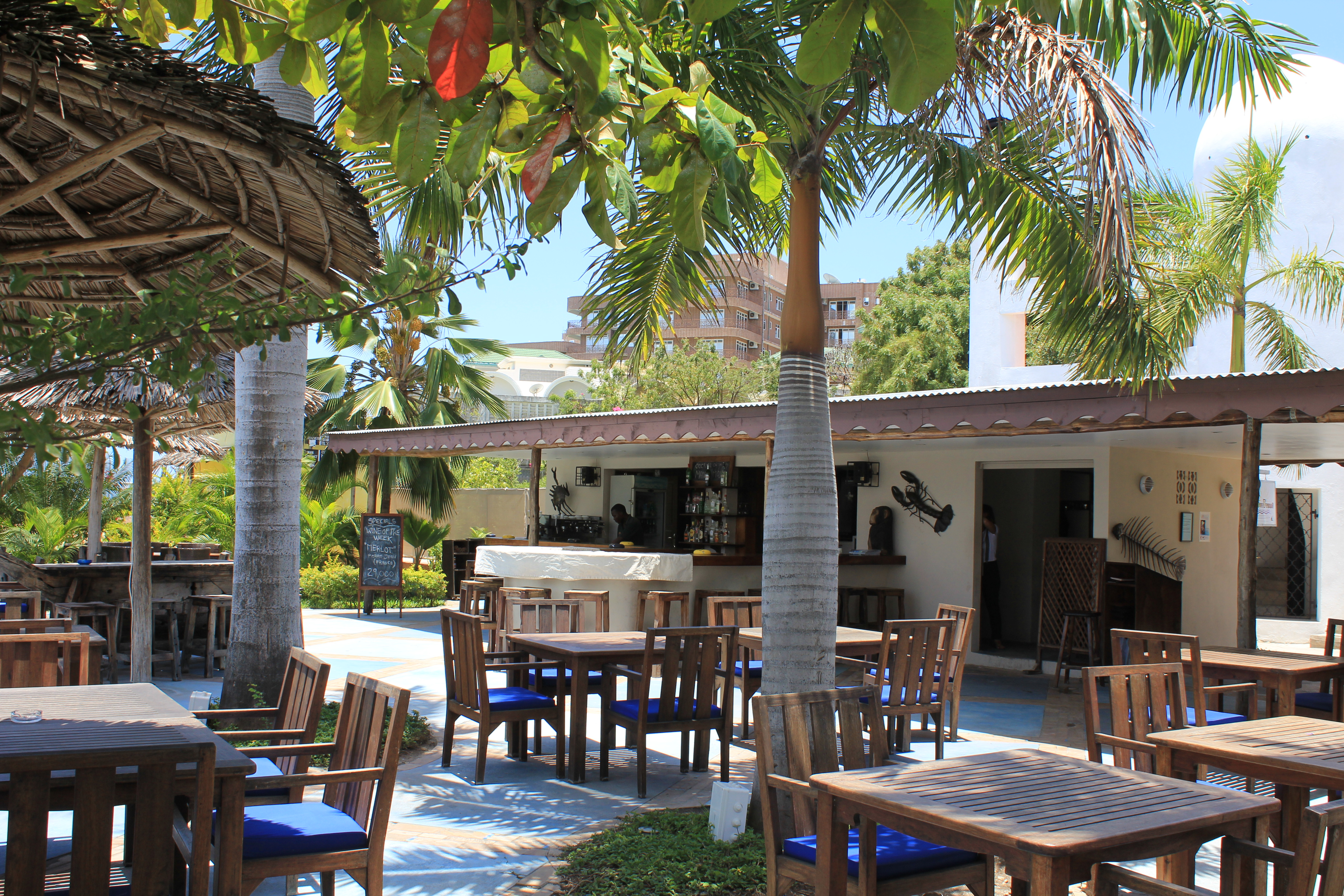
Auf der Halbinsel Msasani

## Wirtschaft und Infrastruktur
Von der arbeitenden Bevölkerung sind 61 Prozent im privaten Sektor beschäftigt, 35 Prozent sind selbständig und 4 Prozent sind im öffentlichen Sektor angestellt. Die wichtigsten Wirtschaftszweige sind Handel und Industrie. Sie machen 80 Prozent der regionalen Wirtschaftsleistung aus und beschäftigen 90 Prozent der Arbeitskräfte. In geringem Umfang leben die Einwohner von Fischerei, Tierhaltung, Gartenbau und dem Tourismus.
- Handel: Im Jahr 2018 gab es über 30.000 Handelsbetriebe im Distrikt.[13]
- Industrie: Es gibt überwiegend kleine Industrie- und Gewerbebetriebe, von den insgesamt 1337 Firmen wurden im Jahr 2018 rund 200 als mittel oder groß eingestuft.[14]
- Fischfang: Der Distrikt hat eine 143 Kilometer lange Küste am Indischen Ozean. 3000 Fischer in 500 Booten fingen 4000 Tonnen Fisch (Stand 2018).[15]
- Tourismus: Anziehungspunkt für den Tourismus sind die Sandstrände am Indischen Ozean, speziell bei Msasani.[16]
- Straßen: Von den 1500 Straßenkilometern waren im Jahr 2018 rund 140 Kilometer asphaltiert, 380 geschottert und fast 1000 Kilometer Erdstraßen.[17] Durch den Distrikt verlaufen zwei wichtige Ausfahrtsstraßen von Daressalam. Die Morogoro Road führt als Nationalstraße T1 nach Westen nach Morogoro und weiter nach Mbeya und Sambia. Die Bagamoyo Road führt nach Nordwesten die Küste entlang nach Bagamoyo.[18][19]

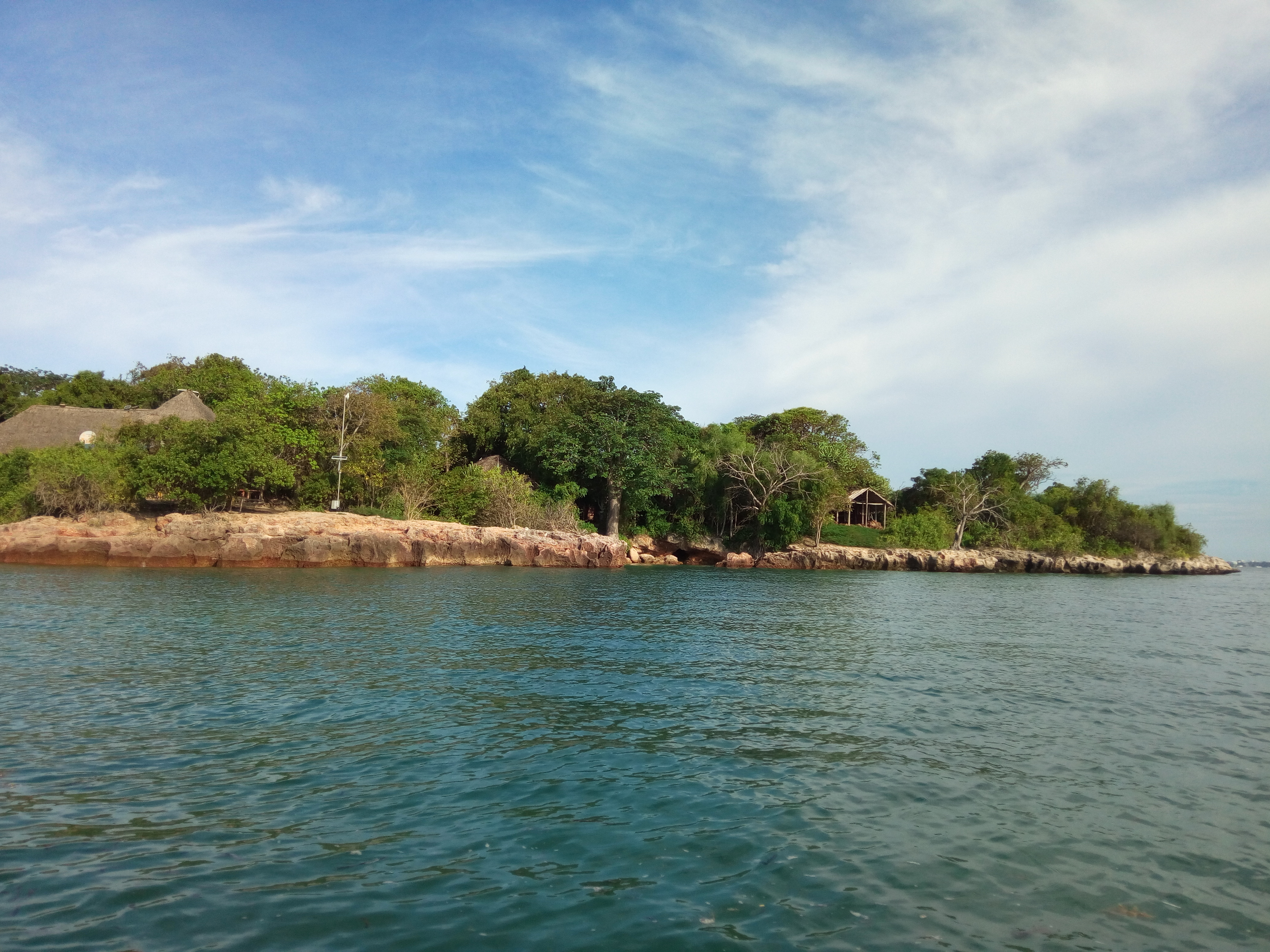
Die Insel Bongoyo

## Naturschutzgebiete, Sehenswürdigkeiten
- Daressalam Meeresschutzgebiet: Die zwei größten Inseln des Daressalam Meeresschutzgebietes sind Bongoyo und Mbudya. In diesem Gebiet leben verschiedene Vogelarten, die seltene Krabbenart Palmendieb und Meeresschildkröten. Unter Wasser befinden sich Seegraswiesen mit Seepferdchen und Korallenriffe.[20]